# Jamie Lever
Jamie Lever (Bombay, 19 oktober 1987) is een Indiaas actrice die voornamelijk in Hindi films speelt.

## Biografie
Lever begon in 2012 haar carrière in de stand-upcomedy, net als haar vader Johnny Lever.
Ze trad onder andere in het programma Comedy Circus Ke Mahabali in 2013 in aanwezigheid van haar vader die er was om een van zijn films te promoten.
Ook was ze te zien in verschillende televisieprogramma's voor zij haar debuut maakte in de filmwereld.

## Filmografie

### Films
| Jaar | Film                   | Rol     | Opmerking   |
| ---- | ---------------------- | ------- | ----------- |
| 2015 | Kis Kisko Pyaar Karoon | Champa  |             |
| 2018 | Rashtraputra           | Jenny   |             |
| 2019 | Housefull 4            | Giggly  |             |
| 2021 | Bhoot Police           | Lata    |             |
| 2023 | Yaatris                | Meenu   |             |
| 2024 | Crakk                  | Junaida |             |
| 2024 | Aa Okkati Adakku       | Devi    | Telugu film |

### Webseries
| Jaar | Serie     | Rol  | Platform        |
| ---- | --------- | ---- | --------------- |
| 2023 | Pop Kaun? | Rani | Disney+ Hotstar |